# Ennemain
Ennemain (picardisch: Ènmain) ist eine französische Gemeinde mit 247 Einwohnern (Stand 1. Januar 2022) im Département Somme in der Region Hauts-de-France im Norden von Frankreich. Die Gemeinde gehört zum Kanton Ham und ist Teil des Gemeindeverbandes Est de la Somme.

## Geographie
Die Gemeinde liegt zwischen der Somme und dem Omignon, der unterhalb bei Saint-Christ-Briost in die Somme mündet, größtenteils nördlich der Autoroute A29 an den Départementsstraßen D45 und D103.

## Einwohner
| 1962 | 1968 | 1975 | 1982 | 1990 | 1999 | 2006 |
| ---- | ---- | ---- | ---- | ---- | ---- | ---- |
| 228  | 234  | 232  | 253  | 257  | 248  | 235  |

## Verwaltung
Bürgermeister (Maire) ist seit 2008 Gérald Objois.